# 2107 Ilmari
2107 Ilmari è un asteroide della fascia principale del diametro medio di circa 15,63 km. Scoperto nel 1941, presenta un'orbita caratterizzata da un semiasse maggiore pari a 2,6259002 UA e da un'eccentricità di 0,0789897, inclinata di 8,82760° rispetto all'eclittica.